# ソンタム
ソンタム王（1590年 - 1628年12月13日）は、タイのアユタヤ王朝の24代目の王。

## 経歴
シーサオワパーク親王（前君主）を処刑し、即位。ビルマとの戦で同士討ちを嫌ったポルトガル人傭兵隊が役に立たなかったところに、当時戦国時代を終えたばかりの日本から渡ってきた、津田又左右衛門を筆頭とする日本人600人を傭兵として雇った。このころ、アユタヤ日本人町は隆盛を極めた。